# Vlasta Peterková
Vlasta Peterková (* 13. října 1946, Zlín) je česká divadelní, muzikálová a filmová herečka a dabérka.

## Život a kariéra
Roku 1968 dokončila studium na JAMU, kde byla její spolužačkou mimo jiné Hana Zagorová, která se stala její celoživotní přítelkyní. V letech 1968–1981 hrála ve Státním divadle v Brně a následně v letech 1981–1991 působila v pražském Divadle ABC. Od roku 1991 byla členkou souboru Hudebního divadla Karlín, kde hrála především v muzikálech. Krom toho působí i v Divadle Kalich, Divadle Verze či Divadelní společnosti Háta. Namluvila řadu rolí pro rozhlasové hry. V roce 1996 byla nominována na Cenu Františka Filipovského za dabing.
Jejím manželem byl herec Jaroslav Kaňkovský, se kterým má syna Ondřeje. Manželství skončilo rozvodem.

## Filmografie
- 1966 Kočky nebereme
- 1969 Ptáček
- 1969 Kníže
- 1969 Kaktus, bomba, letadlo
- 1971 Velký hněv Filipa Hotze
- 1972 Venca
- 1973 Stříbrný rytíř
- 1973 Jungfrau
- 1975 Kára
- 1975 Juanova košile
- 1976 Jablíčko z laciného kraje
- 1979 Dlouhá silvestrovská noc
- 1984 Kukačka v temném lese
- 1985 Smrt přichází s večerem
- 1987 Copak je to za vojáka…
- 1989 Tvář
- 1992 Trhala fialky dynamitem
- 1999 Ze života pubescentky
- 1999 Byl jednou jeden polda III: Major Maisner a tančící drak
- 2000 Oběti a vrazi
- 2001 Četnické humoresky